# Tukulti-Ninurta I

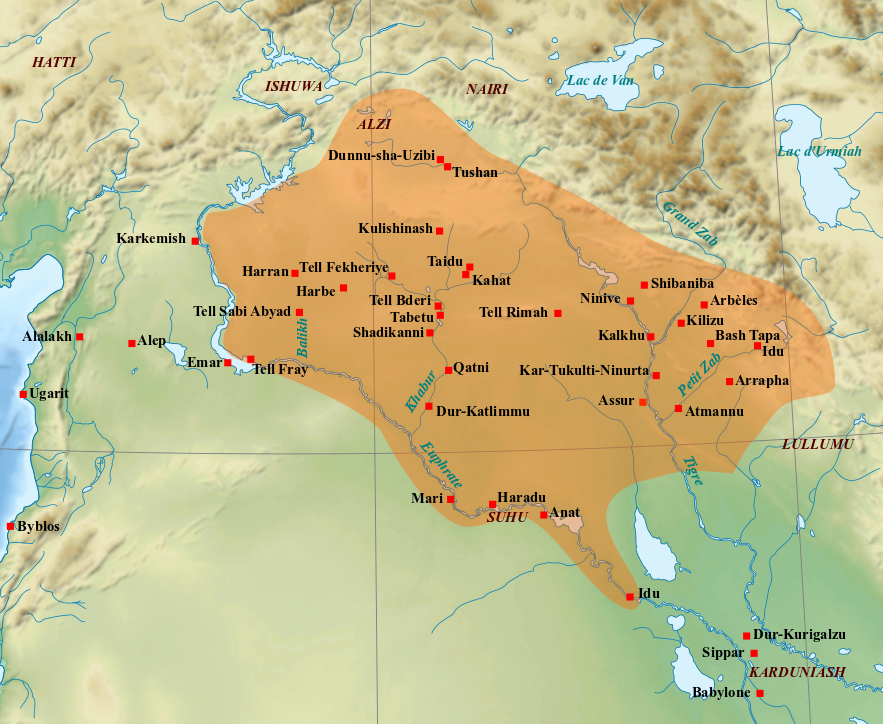
Zasięg terytorialny królestwa średnioasyryjskiego w okresie jego największego rozwoju (koniec XIII – początek XI w. p.n.e.)

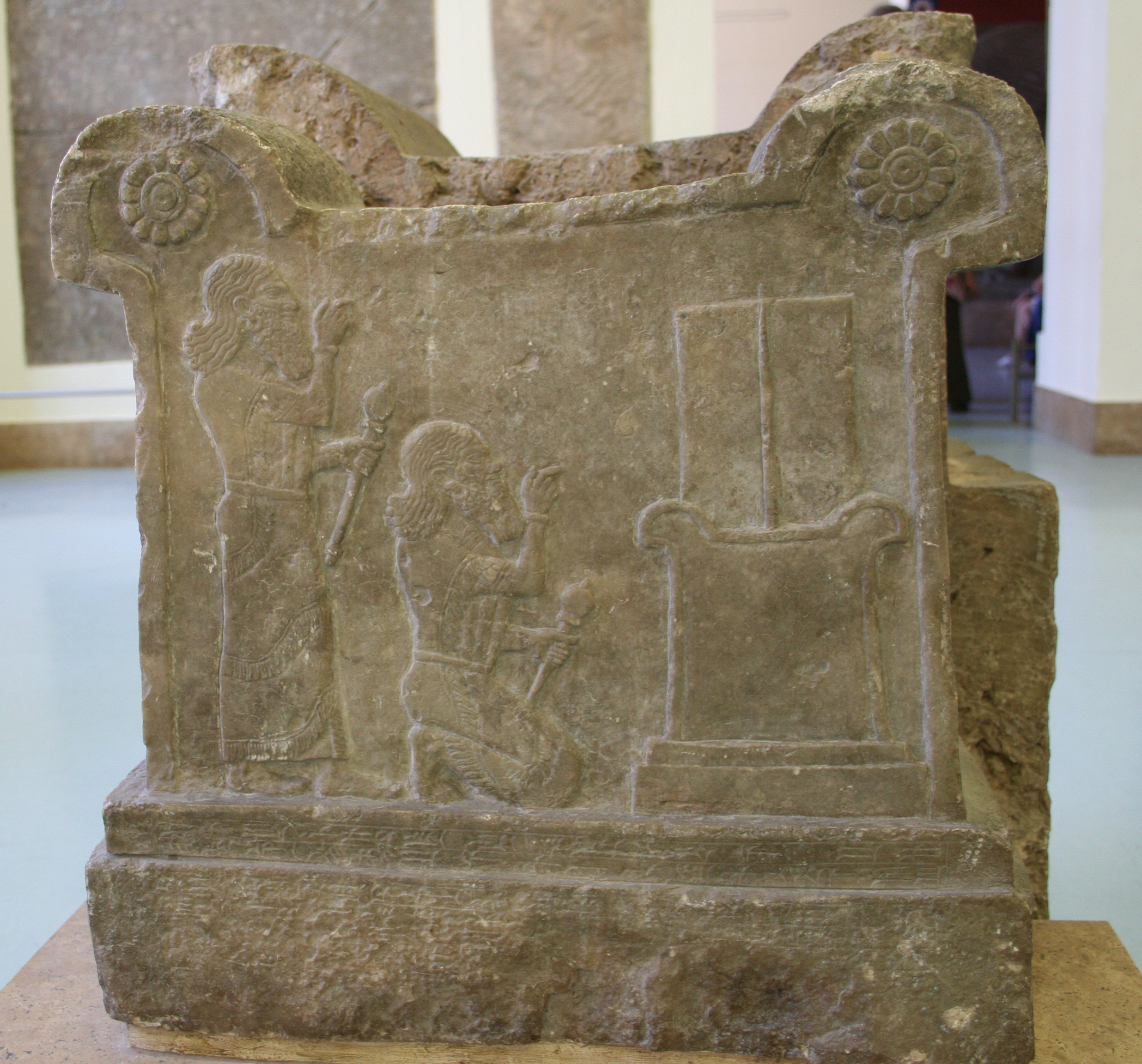
tzw. ołtarz Tukulti-Ninurty I odnaleziony w Aszur; zbiory Muzeum Pergamońskiego w Berlinie.

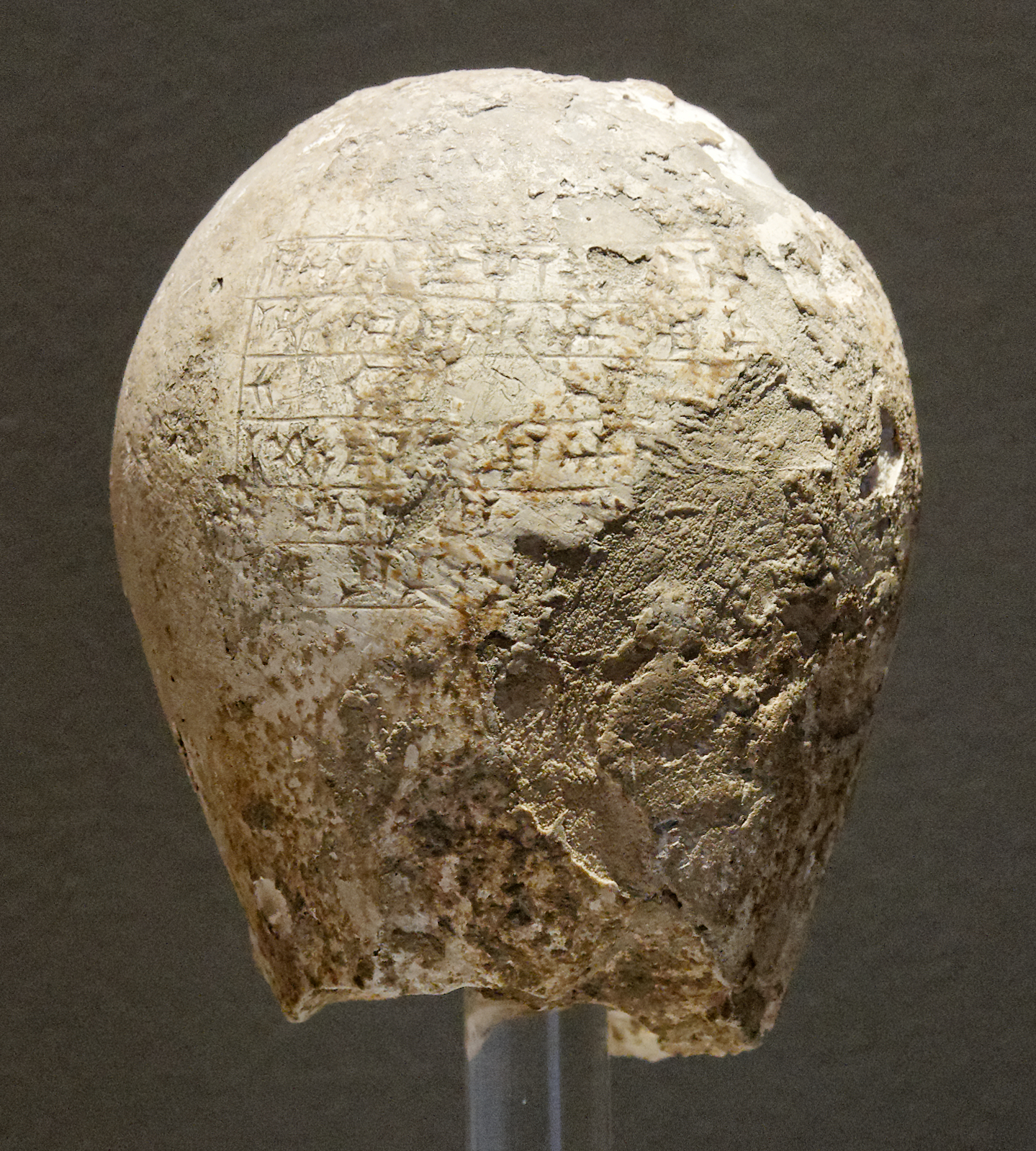
Głowica maczugi z umieszczoną na niej inskrypcją wymieniającą imię Tukulti-Ninurty I; zbiory Luwru (AO 2152)

Tukulti-Ninurta I (akad. Tukultī-Ninurta, tłum. „W bogu Ninurcie jest moja ufność”) – król Asyrii, syn i następca Salmanasara I, według Asyryjskiej listy królów panować miał przez 37 lat. Jego rządy datowane są na lata 1243-1207 p.n.e. Podczas jego panowania państwo średnioasyryjskie znajdowało się apogeum swej świetności. Jako pierwszy władca Asyrii przekroczył Eufrat i złupił hetycką część Syrii wyprawiając się do samej Anatolii.

## Wojna zKasztiliaszem IVi najazd naBabilonię
Około 1235 r. p.n.e. Tukulti-Ninurta dokonał najazdu na Babilonię, w trakcie którego złupił większość miast babilońskich, w tym samą stolicę – Babilon. To bezprecedensowe wydarzenie napełniło zwycięzców ogromną dumą i stało się tematem asyryjskiego poematu epickiego znanego pod nazwą Eposu o Tukulti-Ninurcie. Opowiada on szczegółowo – z asyryjskiego punktu widzenia – o przyczynach i przebiegu wojny, wysuwając na pierwszy plan rolę, jaką odegrali w niej bogowie: sprawiedliwość jest po stronie Tukulti-Ninurty, a bogowie prowadzą wojska asyryjskie do walki, która kończy się pogromem Babilończyków, opuszczonych przez swych bogów. Z podbitej stolicy Tukulti-Ninurta wywiózł liczne skarby, w tym posąg jej narodowego bóstwa Marduka. Na miejsce władcy Babilonii wprowadził asyryjskiego namiestnika. W czasie tej kampanii pokonał kasyckiego władcę Babilonii Kasztiliasza IV, którego pojmał i uprowadził do Aszur. O zwycięstwie tym tak opowiada jedna z inskrypcji Tukulti-Ninurty:
„Przy pomocy Aszura, Enlila i Szamasza, wielkich bogów i mych panów, i przy pomocy pani niebios i świata podziemnego, bogini Isztar, kroczącej na czele mej armii, zmusiłem Kasztiliaszu, władcę Karduniaszu (tj. Babilonii), by stanął do walki. W zgiełku bitwy schwytałem Kasztiliaszu, króla Kasytów, za jego królewską szyję i udusiłem go niczym baranka. Przywiodłem go w pętach przed oblicze Aszura, pana mego. Zostałem panem Sumeru i Akadu w całej jego szerokości, a granice mego kraju ustaliłem na Dolnym Morzu (tj. Zatoce Perskiej), gdzie wschodzi słońce”

## Kar-Tukulti-Ninurta– niedoszła stolicaAsyrii
Tukulti-Ninurta rozpoczął również budowę potężnego kompleksu pałacowego po drugiej stronie Tygrysu, naprzeciw stolicy Asyrii Aszuru. Kompleks ten nosił nazwę Kar-Tukulti-Ninurta (co oznacza przystań Tukulti-Ninurty). Wysokie koszty budowy pałacu doprowadziły do fali niezadowolenia, a w efekcie do pałacowego przewrotu w roku 1207 p.n.e. i zamordowania Tukulti-Ninurty:
„Co zaś o Tukulti-Ninurcie, który ziścił zbrodnicze zamiary w stosunku do Babilonu, to jego syn Aszur-nadin-apli i asyryjscy panowie zbuntowali się przeciw niemu, zrzucili go z tronu, zamknęli go w komnacie w Kar-Tukulti-Ninurta i tam go pozbawili życia”
Niedługo potem nastąpił szybki upadek imperium średnioasyryjskiego.